# 해보초등학교
해보초등학교는 대한민국 전라남도 함평군 해보면 금덕리에 있는 공립 초등학교다.

## 학교 연혁
- 1930년 9월 5일 해보공립보통학교 개교(설립인가 4월 1일)
- 1938년 4월 1일 해보공립심상소학교 개칭
- 1941년 4월 1일 해보공립국민학교 개칭
- 1981년 3월 10일 병설유치원 개원
- 1983년 3월 1일 특수학급 개설
- 1989년 3월 1일 오두분교장 본교로 귀속
- 1994년 3월 1일 오두분교장 병합
- 1996년 3월 1일 해보초등학교로 개칭
- 1997년 3월 1일 해보중앙초등학교 병합
- 2006년 10월 26일 도서관 개관
- 2014년 9월 1일 제32대 임은주 교장 부임
- 2018년 2월 19일 제86회 졸업(졸업생 총수: 6392명)

## 참고 자료
- 해보초등학교 - 한국교육학술정보원 학교알리미